# Sage Publishing
Sage Publishing, av bokförlaget skrivet SAGE Publishing, tidigare Sage Publications, grundad 1965 av George McCune och Sara Miller McCune, är en oberoende utgivare av akademisk litteratur och tidskrifter inom humaniora, samhällsvetenskap, teknik och medicin. Företaget har sitt säte i Thousand Oaks, Kalifornien och kontor i London, New Delhi, Singapore, och Washington, D.C.. Dess nuvarande VD och koncernchef är Blaise R. Simqu.